# Perdida
Perdida è l'ottavo album in studio del gruppo musicale statunitense Stone Temple Pilots, pubblicato il 7 febbraio 2020 dalla Rhino Entertainment.

## Tracce
1. Fare Thee Well – 4:22
2. Three Wishes – 4:52
3. Perdida – 3:29
4. I Didn't Know the Time – 5:32
5. Years – 3:31
6. She's My Queen – 4:42
7. Miles Away – 4:56
8. You Found Yourself While Losing Your Heart – 5:43
9. I Once Sat at Your Table – 1:57
10. Sunburst – 6:29

## Formazione
- Jeff Gutt – voce
- Dean DeLeo – chitarra acustica, chitarra elettrica, percussioni
- Robert DeLeo – basso, cori, tastiera, marxofono, chitarra, voce (traccia 5)
- Eric Kretz – batteria, percussioni